# Trấn Ninh, An Thuận
Huyện tự trị dân tộc Bố Y và dân tộc Miêu Trấn Ninh (chữ Hán giản thể:镇宁布依族苗族自治县, Zhènníng BùyīzúMiáozú Zìzhìxiàn, âm Hán Việt: Trấn Ninh Bố Y tộc Miêu tộc Tự trị huyện) là một huyện tự trị thuộc địa cấp thị An Thuận, tỉnh Quý Châu, Cộng hòa Nhân dân Trung Hoa. Huyện này dân số năm 1999 là 331.028 người. Mã số bưu chính là 561200